# Percina uranidea
Percina uranidea är en fiskart som först beskrevs av David Starr Jordan och Charles Henry Gilbert, 1887.  Percina uranidea ingår i släktet Percina och familjen abborrfiskar. IUCN kategoriserar arten globalt som nära hotad. Inga underarter finns listade i Catalogue of Life.